# Epanthidium trilobatus
Epanthidium trilobatus är en biart som beskrevs av Urban 1992. Epanthidium trilobatus ingår i släktet Epanthidium och familjen buksamlarbin. Inga underarter finns listade i Catalogue of Life.